# Santa Maria di Sala
Santa Maria di Sala – miejscowość i gmina we Włoszech, w regionie Wenecja Euganejska, w prowincji Wenecja.
Według danych na rok 2004 gminę zamieszkiwały 13 582 osoby, 503 os./km².